# Cabreúva
Myrocarpus frondosus, popularmente conhecido como cabreúva, cabriúva, cabriúva-parda, cabrué, cabureíba, óleo-cabureíba, óleo-pardo e pau-bálsamo, é uma árvore que chega a medir até 30 metros de altura. É nativa das regiões nordeste, sudeste e sul do Brasil. Da família das leguminosas e subfamília das papilionoídeas, a cabreúva é aromática e melífera, de casca cinza-pardacenta, madeira avermelhada com manchas amarelo-escuras, folhas imparipenadas, flores brancas e frutos oblongos. É cultivada principalmente por sua madeira nobre e sua serragem, que é utilizada em perfumaria, bem como por seu bálsamo, obtido por incisão no tronco e por usos medicinais da casca, folhas e frutos.
Essa espécie é dada como espécie ameaçada segundo o "Livro Vermelho das Espécies Vegetais Ameaçadas do Estado de São Paulo" cuja lista foi publicado em setembro de 2004.

## Etimologia
"Cabreúva", "cabriúva" e "cabureíba" provêm do tupi caburé iwa, "árvore do caburé". "Óleo-cabureíba", "óleo-pardo" e "pau-bálsamo" são uma referência ao bálsamo obtido da incisão em seu tronco. 

## Descrição
Características gerais: altura de 10–30 metros, com tronco de 60–80 cm, tendo ocorrência nos estados da Bahia e Espírito Santo, Zona da Mata de Minas Gerais, chegando até o Rio Grande do Sul.
Fenologia: floresce nos meses de julho a setembro. A maturação dos frutos se dá nos meses de outubro e novembro.
Obtenção de sementes: colher os frutos quando iniciarem a abertura espontânea e liberação das sementes ou colher do chão após a queda, sendo que os frutos podem ser plantados diretamente, uma vez que a retirada das sementes é praticamente impossível. Um quilograma de frutos contém 1.700 unidades de sementes.